# Frankfurt-Eschersheim
Eschersheim ist seit dem 1. April 1910 ein Stadtteil von Frankfurt am Main.

## Geographie

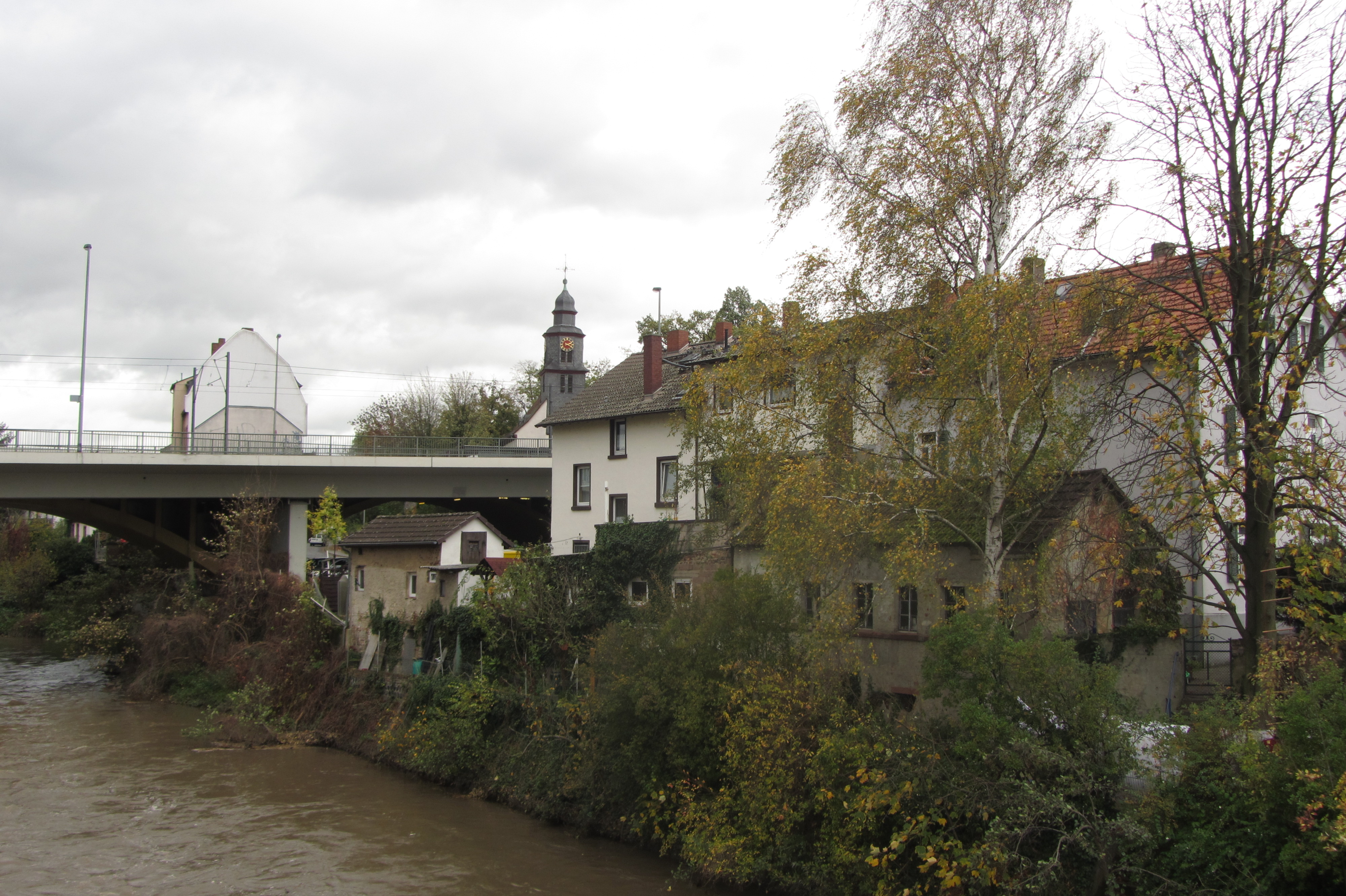
Blick auf Eschersheim und die Häuser an der Nidda

Der Stadtteil Eschersheim liegt nördlich der Frankfurter Innenstadt im Ortsbezirk Frankfurt-Mitte-Nord. Der Stadtteil wird von sieben anderen Stadtteilen umschlossen. Dies sind im Uhrzeigersinn, beginnend südwestlich: Ginnheim, Heddernheim, Niederursel, Kalbach-Riedberg, Frankfurter Berg, Eckenheim und Dornbusch. Die Nidda bildet dabei die westliche Grenze zu den Stadtteilen Heddernheim, Niederursel und Kalbach-Riedberg. Im Norden wird der Ort durch die Autobahn A 661 und im Süden durch die Hügelstraße begrenzt. Die Gesamtfläche beträgt 333,9 Hektar. Am 31. Dezember 2011 lebten hier 15.191 Menschen. Die Einwohnerzahl beträgt 15.559.
Durch den Stadtteil verläuft die Eschersheimer Landstraße von Süd nach Nord, eine der längsten Straßen der Stadt. Im Stadtteil Eschersheim befinden sich zwei U-Bahn-Stationen (Weißer Stein und Lindenbaum), welche jeweils von den Linien U1, U2, U3 und U8 angefahren werden.
Der ländlich und von zahlreichen hugenottischen Familien geprägte historische Ortskern Alt-Eschersheim, erstreckt sich auf schmalem Raum zwischen der Main-Weser-Bahn am Bahnhof Frankfurt-Eschersheim und der Nidda (Strandbad) im Nordwesten Eschersheims. Während im Süden und Südwesten hauptsächlich Einfamilienhäuser und Villenkolonien aus der Gründerzeit vorzufinden sind, existieren im Osten hauptsächlich Mehrfamiliensiedlungen, wie zum Beispiel die Anne-Frank-Siedlung.

## Geschichte
In römischer Zeit verlief durch Eschersheim die Elisabethenstraße, eine wichtige Verbindung zwischen Wiesbaden und Friedberg, mit einem Flussübergang über die Nidda.

### Mittelalter

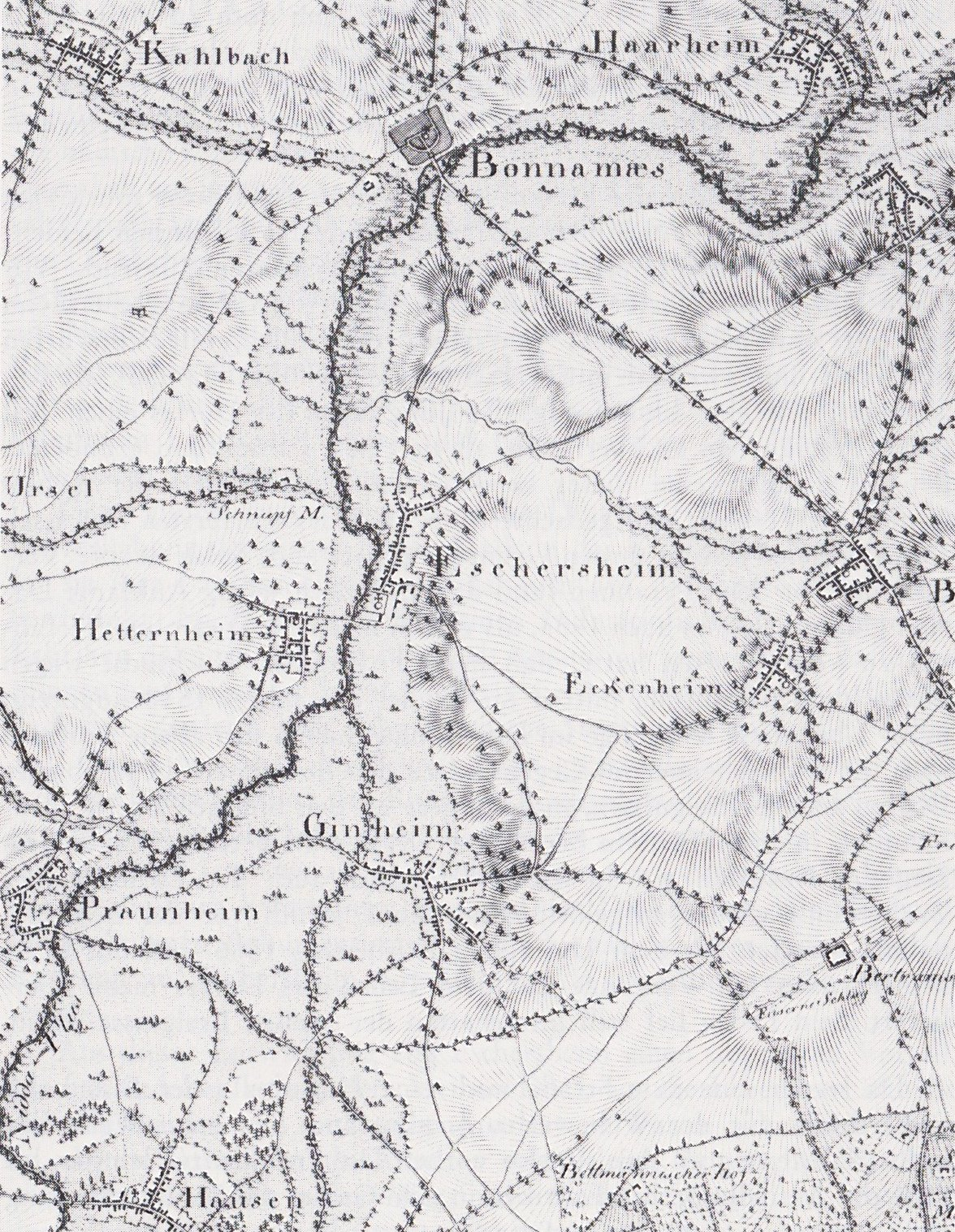
Ausschnitt aus einer Landkarte von 1803

Die älteste erhaltene Erwähnung von Eschersheim stammt aus der Zeit um 1000. Es gehörte zum Amt Bornheimerberg.
Grundherrin in Eschersheim war um 1000 zunächst das Kloster Seligenstadt, das seinen Besitz 1253 zum Teil dem Kloster Haina überließ. Die Vogtei für die Klostergüter in Eschersheim und Ginnheim befand sich im Besitz der Herren von Hagen-Münzenberg. Durch die Münzenberger Erbschaft gelangte sie an die Herren von Eppstein, Königstein und Falkenstein. 1278 verkaufte das Kloster Haina seine Eschersheimer Güter an das Kloster Arnsburg.
1320 verpfändete König Ludwig IV. den Bornheimerberg – und so auch Eschersheim – an Ulrich II. von Hanau. 1336 gestattete der Kaiser dann der Stadt Frankfurt, den Bornheimerberg an seiner Stelle von Hanau einzulösen. 1351 aber erneuerte Kaiser Karl IV. die Pfandschaft für Hanau. 1434 wurde Graf Reinhard II. von Hanau von Kaiser Sigismund sogar mit dem Bornheimerberg belehnt. Bei der Teilung der Grafschaft Hanau 1458 kam der Bornheimerberg zur Grafschaft Hanau-Münzenberg.
Das widersprüchliche Verhalten des Reichs führte selbstverständlich zum Streit zwischen Frankfurt und Hanau, zumal Frankfurt sich so von Hanauer Gebiet „umzingelt“ sah. Alle Versuche Frankfurts, dies zu verhindern, scheiterten. Zwar wurden die Ansprüche Frankfurts auf die neunzehn Dörfer des Amtes nach einem über hundert Jahre dauernden Prozess vom Reichsgericht bestätigt, jedoch verfügten weder Frankfurt noch das Reich über die Macht, das Urteil durchzusetzen. So ließ sich die Stadt Frankfurt schließlich 1481 auf einen Vergleich ein: Hanau verzichtete zugunsten Frankfurts auf alle Ansprüche auf die Dörfer Bornheim, Hausen und Oberrad und erhielt das Amt Bornheimerberg im Übrigen exklusiv. Eschersheim wurde damit endgültig hanauisch. Bereits 1467 setzte die Verpfändung der verbliebenen Besitzungen des Klosters Seligenstadt in Eschersheim an die Grafen von Hanau-Münzenberg ein. 1478 kamen alle in Eschersheim noch bestehenden Rechte des Klosters als Kompensation für Schulden, die das Kloster bei Graf Philipp I. von Hanau-Münzenberg hatte, zur Grafschaft Hanau-Münzenberg. Die Vogtei blieb davon ausgenommen. Sie war ein Lehen des Philipp von Eppstein.

### Historische Namensformen
Ein fränkischer Abtshof, dessen Besitzer Ensco hieß, aus dem sich der Name Enciresheim entwickelte, soll namensgebend gewesen sein. Belege für historische Namensformen sind:
- Enscriresheim (um 1000)
- Eischersheim (1253)
- Eischersheim (1260)
- Escherssheym (1267)
- Eschersheim (1278).

### Frühe Neuzeit

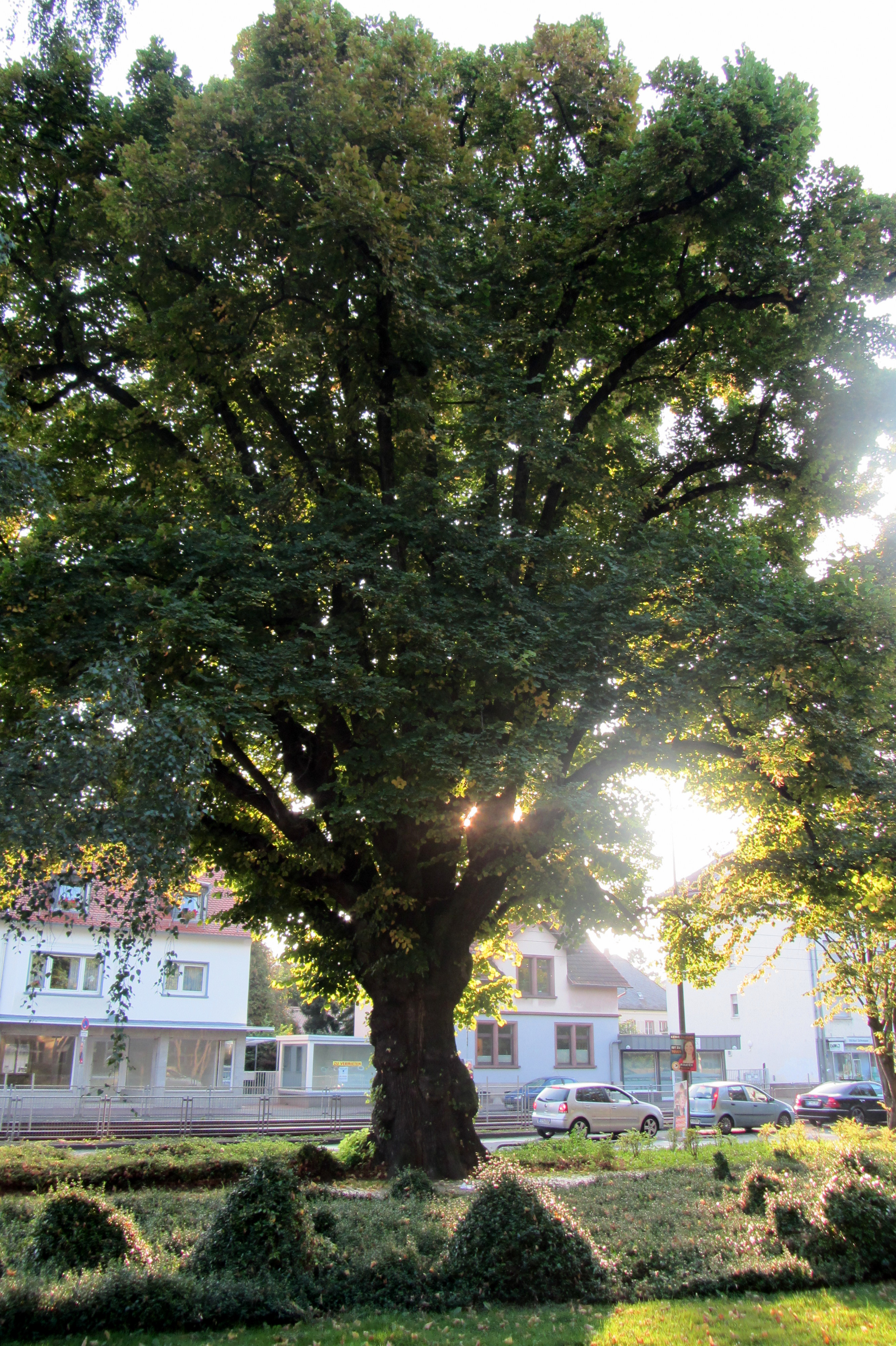
Die Eschersheimer Linde an der Eschersheimer Landstraße wurde im 17. Jahrhundert als Landmarke gepflanzt.

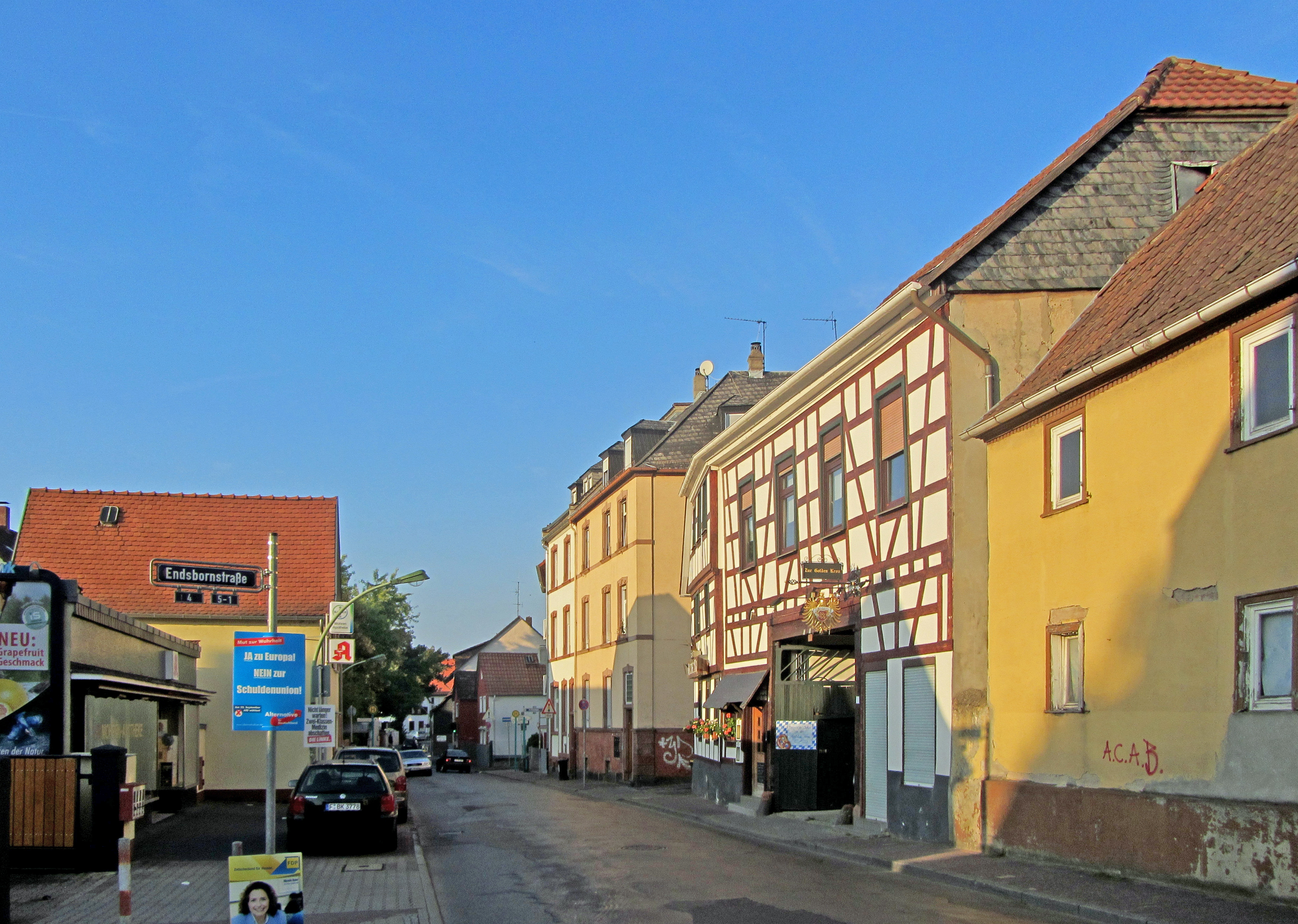
Alt-Eschersheim

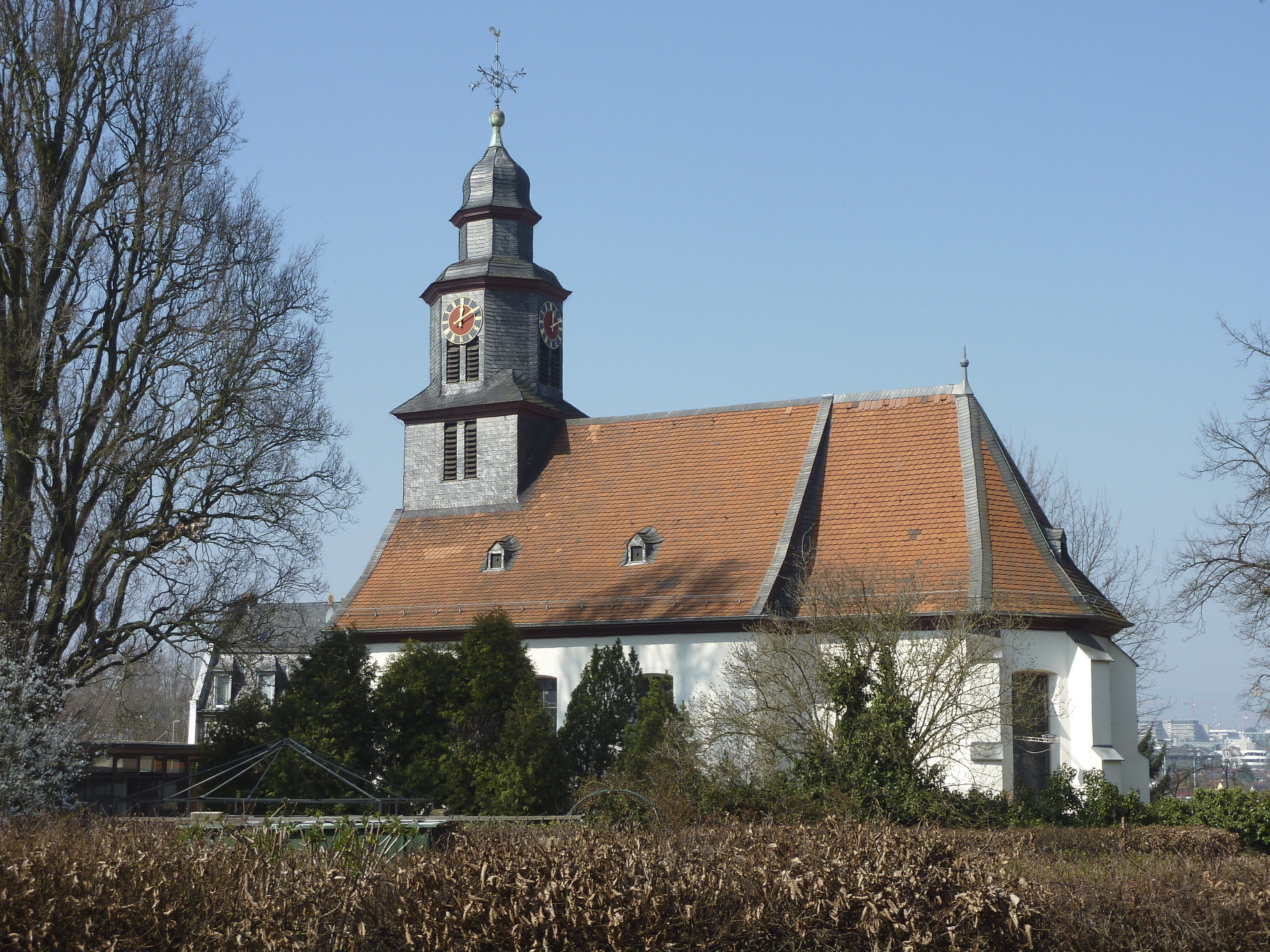
Die zwischen 1752 und 1754 erbaute evangelische Emmauskirche

Bis in die frühe Neuzeit bestand in Eschersheim ein Hof- oder Hubengericht des Klosters Fulda, das sogenannte Cremser Gericht. Es umfasste die Orte Ginnheim, Frankfurt-Bonames, Ober-Erlenbach und vielleicht Eckenheim.
Die Reformation setzte sich in der Grafschaft Hanau-Münzenberg in der Mitte des 16. Jahrhunderts zunächst in ihrer lutherischen Ausprägung durch. In einer „zweiten Reformation“, wurde die Konfession der Grafschaft Hanau-Münzenberg erneut gewechselt: Graf Philipp Ludwig II. verfolgte ab 1597 eine entschieden reformierte Kirchenpolitik. Er machte von seinem Jus reformandi, seinem Recht als Landesherr Gebrauch, die Konfession seiner Untertanen zu bestimmen, und setzte dies für die Grafschaft weitgehend als verbindlich durch.
Während des Dreißigjährigen Krieges wurde durch die Reichsstadt Frankfurt die Niddafurt vergraben, um den Einmarsch feindlicher Truppen stoppen zu können, da die Stadt selbst gerade mit dem Bau der neuen Befestigungsanlage begonnen hatte. 1632 zählte die Hanauer Regierung 32 Haushaltungen mit 150 Einwohnern in 40 Familien. 1635 wütete die Pest in der Stadt Frankfurt und Umgebung. Im Jahr 1707 zählte das Dorf nur noch 27 Familien.
Nach dem Tod des letzten Hanauer Grafen, Johann Reinhard III., 1736 erbte Landgraf Friedrich I. von Hessen-Kassel aufgrund eines Erbvertrages aus dem Jahr 1643 die Grafschaft Hanau-Münzenberg und damit auch das Dorf Eschersheim. Seitdem gehörte der Ort zur Landgrafschaft Hessen-Kassel. Zwischen 1752 und 1754 wurde die heutige Emmauskirche erbaut und am 10. Februar 1754 geweiht. Diese wurde vom Landesherren gestiftet und durch die Mithilfe der Dorfbewohner erbaut. 1754 zählte man im Dorf 43 Häuser, darunter das Gemeindehaus und das adlige Gutshaus.
Im Herbst 1792 besetzten die Franzosen den gesamten Frankfurter Raum, so auch Eschersheim. Die Preußen und Hessen versuchten die Franzosen zurückzuschlagen und Frankfurt zu befreien. So kam es am 2. Dezember 1792 zu einem Gefecht bei Eschersheim zwischen preußischen und französischen Truppen. Monatelang quartierten die preußischen Soldaten in Eschersheim, bis September 1793 waren es 1931 Personen, die in den wenigen Häusern untergebracht werden mussten.

### 19. Jahrhundert

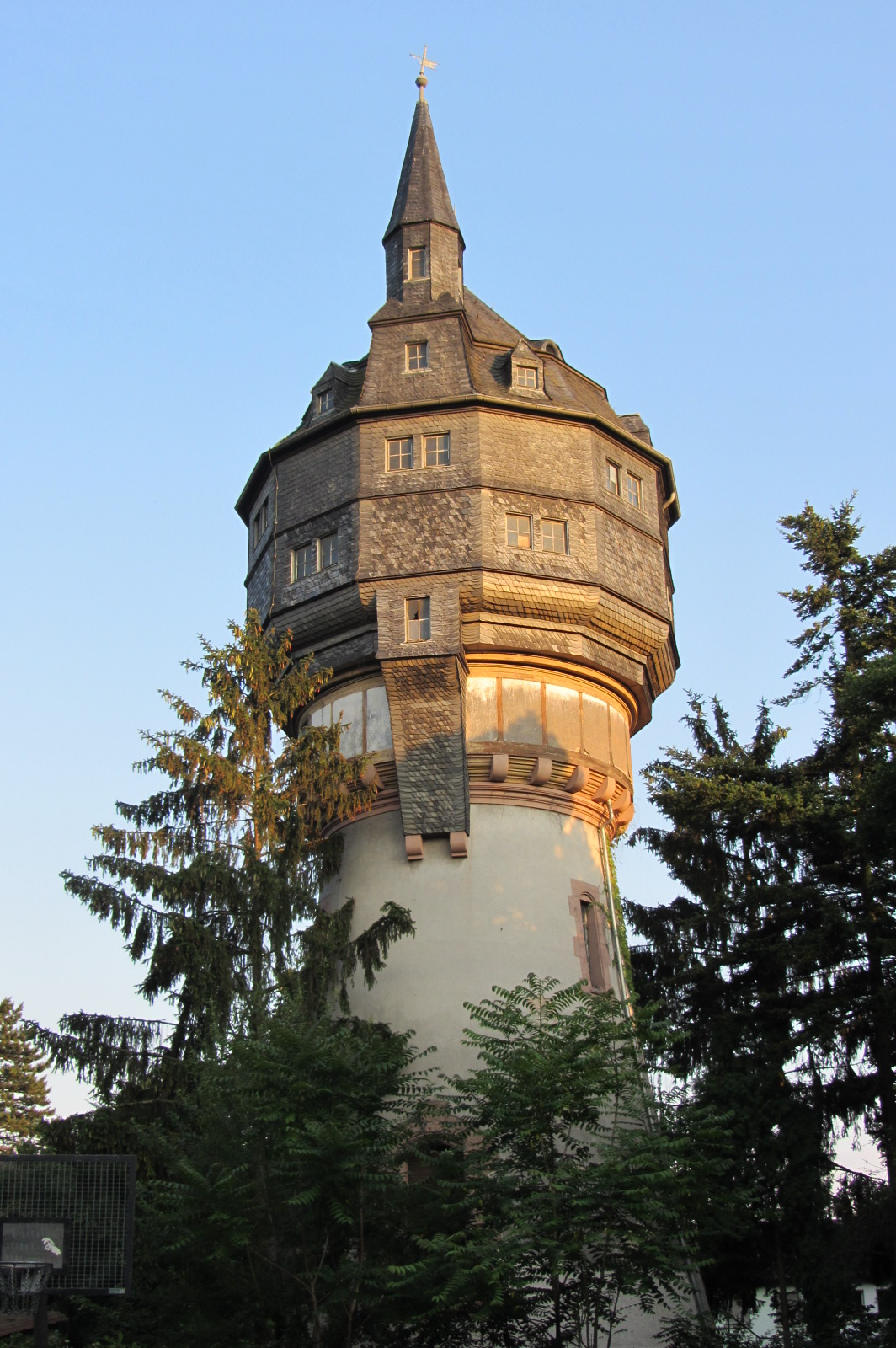
Der alte Wasserturm in Eschersheim in der Straße Am Lindenbaum (erbaut 1901)

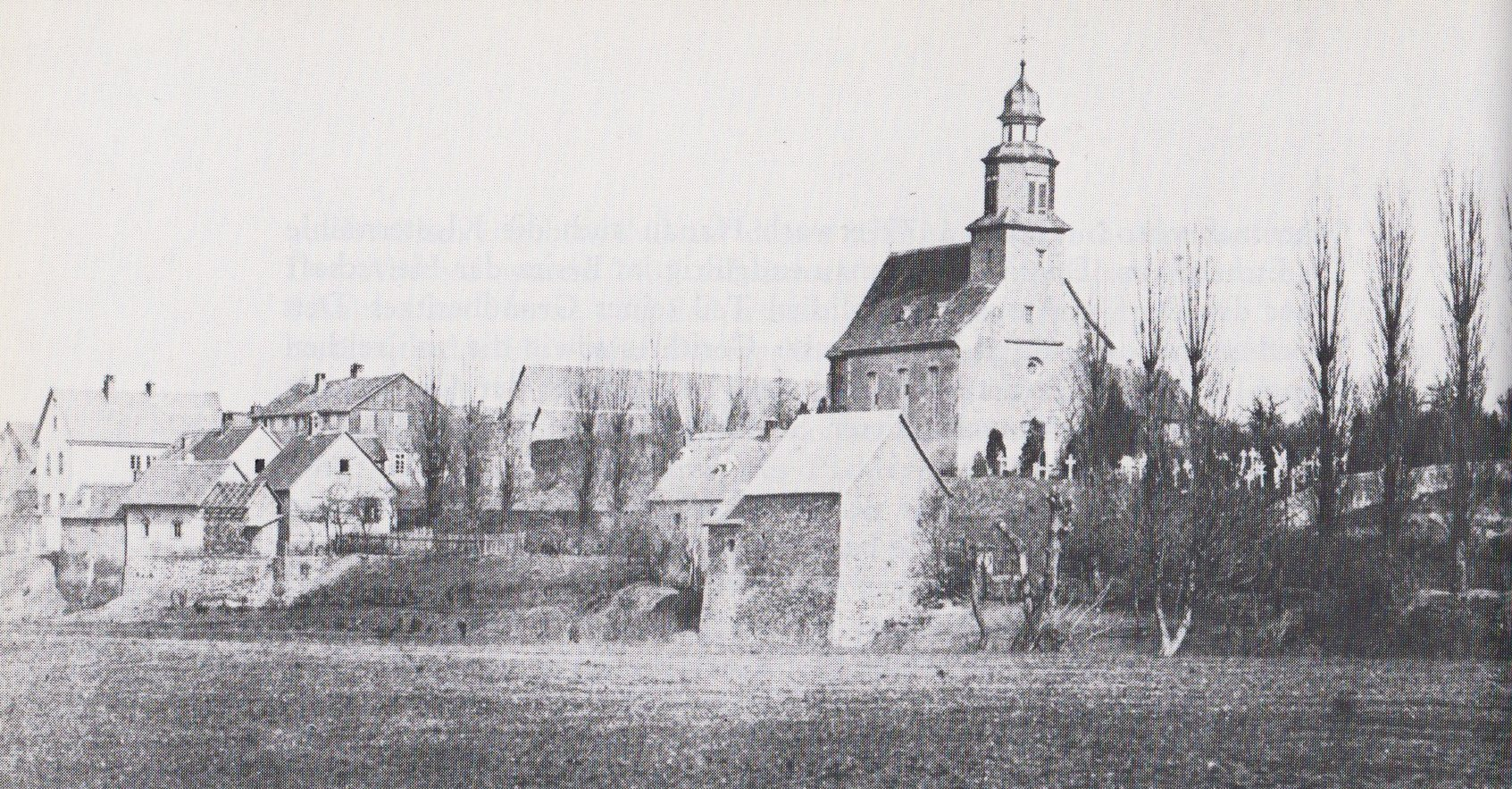
Blick auf die evangelische Emmauskirche um 1890

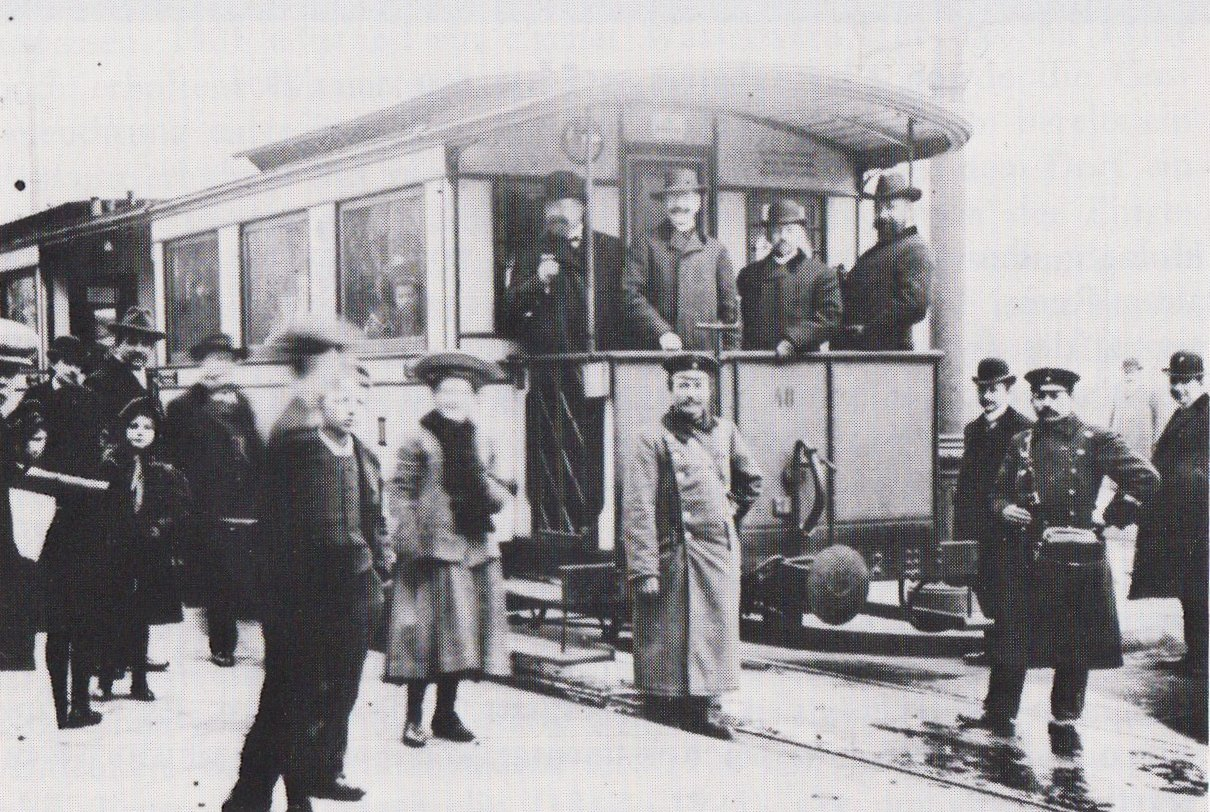
Straßenbahn 1908 in Eschersheim

Während der napoleonischen Zeit stand Eschersheim ab 1806 unter französischer Militärverwaltung, gehörte 1807–1810 zum Fürstentum Hanau, Amt Bergen, und dann von 1810 bis 1813 zum Großherzogtum Frankfurt, Departement Hanau. Nach der Vertreibung der Franzosen aus dem Raum Frankfurt fiel es wieder an Hessen-Kassel, nunmehr „Kurfürstentum Hessen“ genannt, zurück. Hier kam es 1821 zu einer grundlegenden Verwaltungsreform: Der Bornheimerberg wurde dabei dem neu gebildeten Landkreis Hanau zugeschlagen. Nach dem Krieg von 1866 stand Kurhessen auf der Verliererseite und wurde von Preußen annektiert. Hier gehörte es nun zum Regierungsbezirk Wiesbaden der Provinz Hessen-Nassau und ab 1886 zum Landkreis Frankfurt.
Die Industrialisierung zog an Eschersheim weitestgehend vorbei. Dies begünstigte in der zweiten Hälfte des 19. Jahrhunderts den Zuzug von Arbeitern aus Frankfurt, da die Grundstückspreise hier recht günstig waren. Ein wichtiger Wirtschaftsfaktor für das Dorf wurde die Ziegelei. In der Gemarkung des Dorfes gab es ein großes Vorkommen von Lehm, welches für den Bau von neuen Stadthäuser im Dorf und der Stadt Frankfurt unerlässlich war. Diese Ziegeleien prägten noch bis ins 20. Jahrhundert das Bild von Eschersheim. Für den Transport der Ziegel nach Frankfurt und Umgebung wurde die Eschersheimer Landstraße ausgebaut.
1886 kam die Idee auf, eine Schmalspur-Dampfstraßenbahn von Frankfurt nach Bad Homburg zu bauen, welche über die Eschersheimer Landstraße geführt werden sollte. 1887 wurden die Schienen verlegt und eine Wartehalle in Eschersheim gebaut. Am 12. Mai 1888 wurde der ersten Streckenabschnitt vom Eschenheimer Tor bis zu den ersten Häusern im Dorf eröffnet. Zunächst wurden die Züge von Pferden gezogen, später dann von der Dampfmaschine. Im gleichen Jahr wurde mit dem Bau der ersten Villenkolonie in Eschersheim begonnen. Neue Straßen entstanden, unter anderem die Ginnheimer-, Linden-, Park- und Ulmenstraße.
1901 entstand ein erstes Wasserwerk, für das der noch heute stehende Wasserturm in der Straße Am Lindenbaum gebaut wurde. 1903 erhielt das Dorf ein Postamt. 1904 führte man die Gasbeleuchtung auf der Straße von Eschersheim ein. Die Bevölkerung stieg dementsprechend rasant an. Zu Beginn des 20. Jahrhunderts zählte der nunmehr Vorort von Frankfurt 2400 Einwohner. Man nannte Eschersheim zu dieser Zeit scherzhaft Das Charlottenburg von Frankfurt, da es wie der Berliner Stadtteil Charlottenburg mit gehobenen Ansprüchen und frei von Industrie war.
Von 1899 bis zu seinem Tod lebte der Kommerzienrat Gottfried Kleinschmidt in Eschersheim, welcher unter anderem das Kriegerdenkmal am Weißen Stein und eine Glocke der katholischen Kirche St. Josef stiftete.

### Als Frankfurter Stadtteil

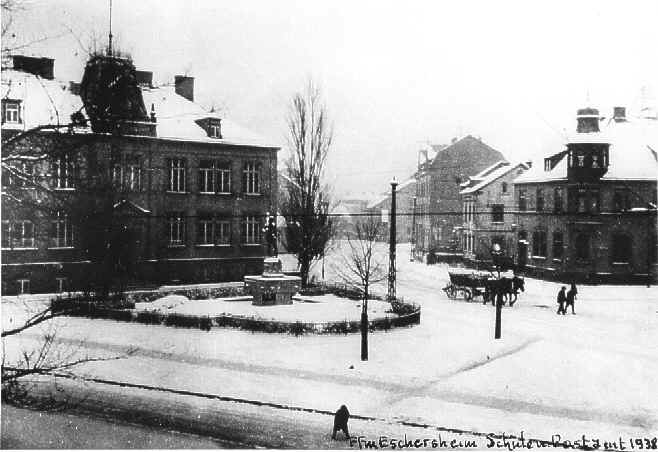
Die alte Eschersheimer Volksschule am Weißen Stein

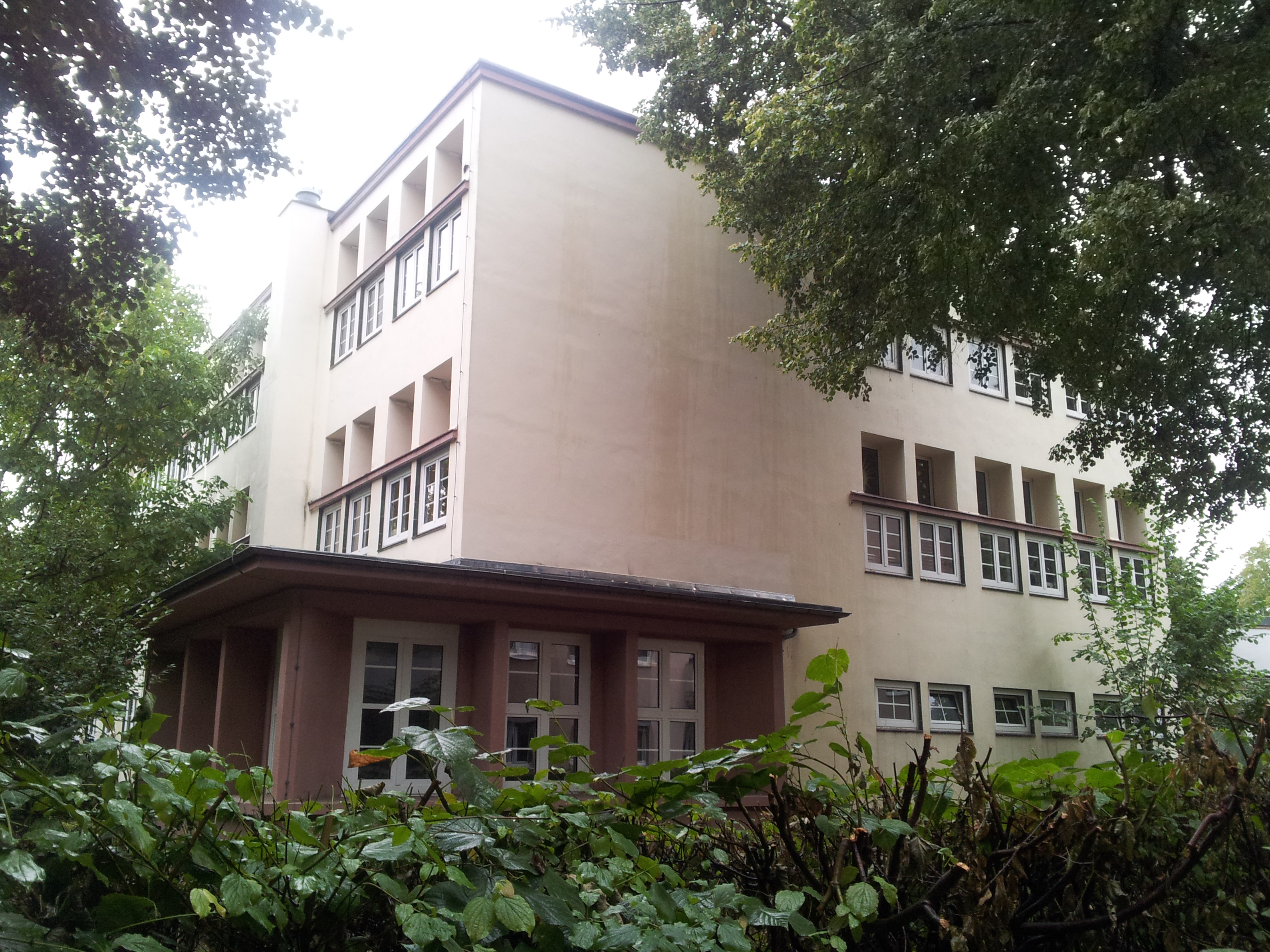
Ludwig-Richter-Schule, 1928–29

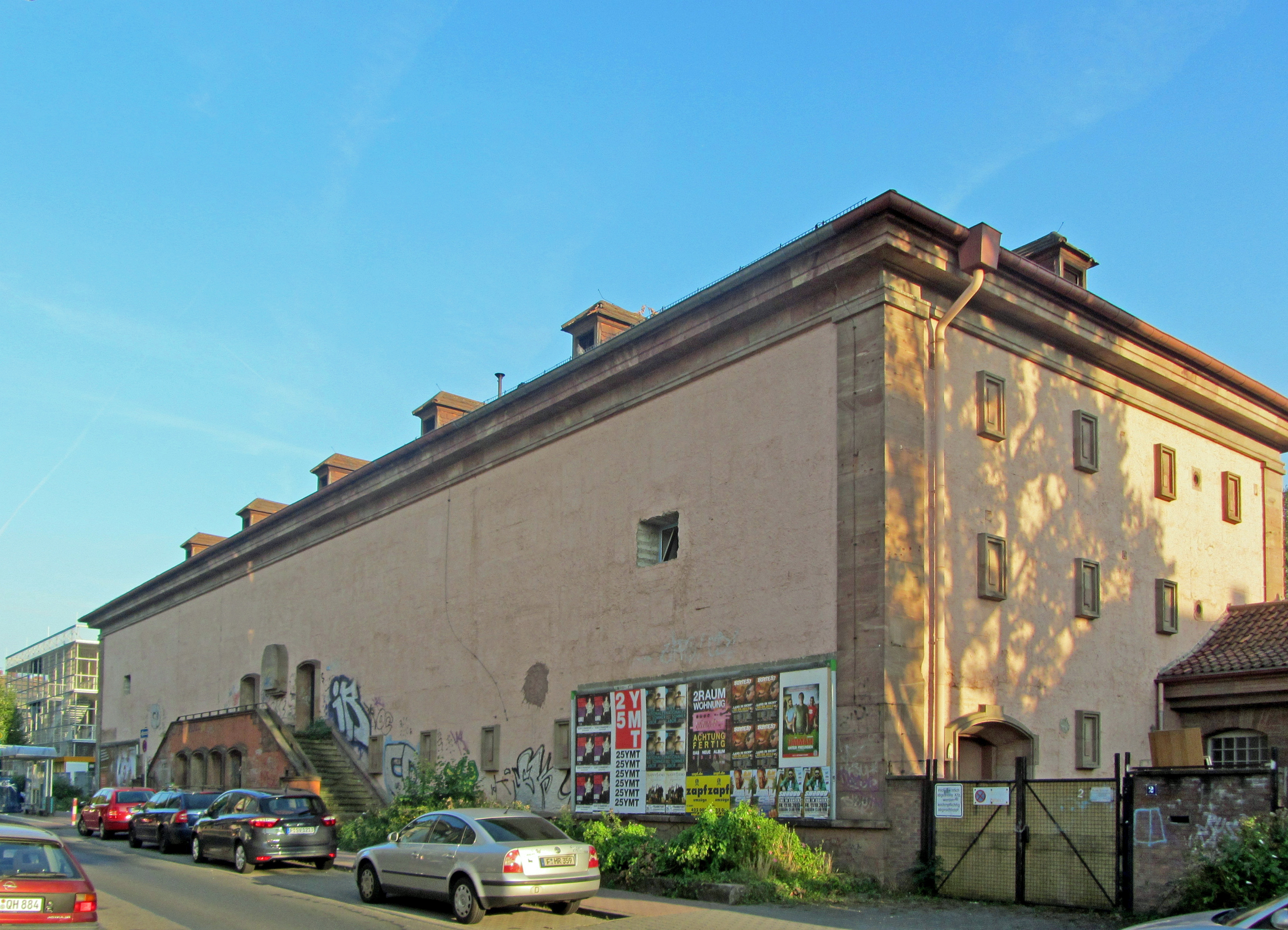
Bunker „Im Wörth“, 1940–1943 erbaut, 2014 abgerissen

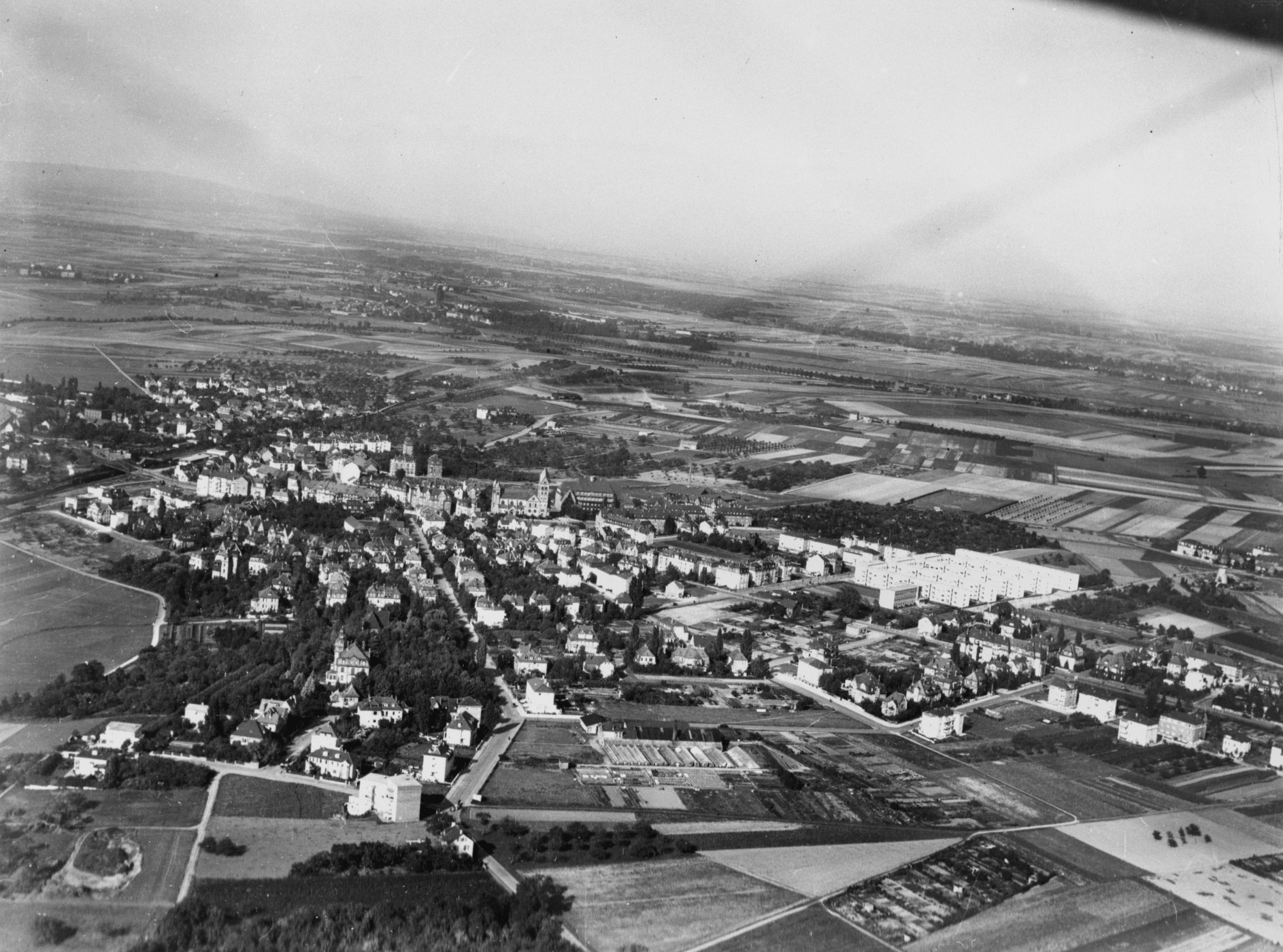
Eschersheim aus der Luft, zwischen 1942 und März 1944

Am 1. April 1910 wurde die damals noch eine kleine Landgemeinde Eschersheim mit zwölf weiteren Dörfern des Landkreises Frankfurt in die Stadt Frankfurt eingemeindet. Während die Hausnummern in den bis dahin angelegten Eschersheimer Straßen vom Ortskern Eschersheim aus nummeriert waren, sind die neueren Straßen von der Frankfurter Innenstadt aus nummeriert. 
In den Jahren vor dem Ersten Weltkrieg entstanden im Süden weitere Villen. Während des Krieges und auch in der Nachkriegszeit ruhte die Bautätigkeit. Doch durch die große Wohnungsnot in den 1920er und 1930er Jahren entstand das Projekt Neues Frankfurt und in Eschersheim rasch in Richtung Süden neue Siedlungen am Wasserturm, wo es bereits vor dem Krieg das sogenannte „Negerdorf“ als Ansammlung von Einfamilienreihenhäusern gab, und an der Straße Am Lindenbaum (Architekt Walter Gropius). 1923 wurde das Bahngebäude am Bahnhof Eschersheim erbaut, 1927/28 das Strandbad Eschersheim und 1928/29 die Ludwig-Richter-Schule an der Eschersheimer Landstraße. Zu jener Zeit wurde Eschersheim durch die Straßenbahnlinien 23,24 und 25 angefahren.
Während der nationalsozialistischen Herrschaft in Deutschland wurden in Eschersheim Vereine, unter anderem der Bezirksverein, verboten. Ungeachtet seiner Nähe zu den Heddernheimer Rüstungsbetrieben blieb Eschersheim im Zweiten Weltkrieg vom Bombardierungen der Luftangriffe auf Frankfurt am Main weitgehend verschont. Zahlreiche Bewohner aus der Innenstadt und anderen schwerer betroffenen Stadtteilen konnten hier untergebracht werden. Dadurch stieg die Einwohnerzahl nach dem Krieg um knapp 20 %. Die Vertriebenen und Flüchtlinge wurden meist in den Siedlungen aus den 1920er und 1930er Jahren untergebracht. Trotz dieser Siedlungsverdichtung wurde besonders das Gelände nordwestlich des Lindenbaums und der Hügelstraße auch noch nach dem Zweiten Weltkrieg durch Gärtnereien geprägt. Ab den 1950er Jahren kam es, wie in fast ganz Deutschland, zu einer regen Bautätigkeit. 1955 entstand die Albert-Schweitzer-Siedlung, 1958 bis 1961 erfolgten Erweiterungen durch die Siedlungen Im Mellsig und Anne-Frank-Siedlung. Die meisten neuen Wohnungen entstanden durch Wohnungsbaugesellschaften, aber auch durch die Bank deutscher Länder, später Deutsche Bundesbank, sowie Dresdner Bank, Deutsche Bank und Lurgi, die für Unterkünfte ihrer Mitarbeiter sorgten.

### Einwohnerentwicklung
Quelle: Historisches Ortslexikon
- 1632: 34 Haushaltungen
- 1753: 34 Haushaltungen mit 179 Personen
- 1812: 54 Feuerstellen, 349 Seelen
- 1885: 989 Einwohner, davon 801 evangelisch (= 80,99 %), 180 katholisch (= 18,20 %), keine Juden, 8 andere (= 0,81 %)

| Frankfurt-Eschersheim: Einwohnerzahlen von 1812 bis 1905 | Frankfurt-Eschersheim: Einwohnerzahlen von 1812 bis 1905 | Frankfurt-Eschersheim: Einwohnerzahlen von 1812 bis 1905 | Frankfurt-Eschersheim: Einwohnerzahlen von 1812 bis 1905 | Frankfurt-Eschersheim: Einwohnerzahlen von 1812 bis 1905 |
| -------------------------------------------------------- | -------------------------------------------------------- | -------------------------------------------------------- | -------------------------------------------------------- | -------------------------------------------------------- |
| Jahr                                                     |                                                          |                                                          |                                                          | Einwohner                                                |
| 1812                                                     | 1812                                                     |                                                          | 349                                                      | 349                                                      |
| 1834                                                     | 1834                                                     |                                                          | 458                                                      | 458                                                      |
| 1840                                                     | 1840                                                     |                                                          | 525                                                      | 525                                                      |
| 1846                                                     | 1846                                                     |                                                          | 578                                                      | 578                                                      |
| 1852                                                     | 1852                                                     |                                                          | 626                                                      | 626                                                      |
| 1858                                                     | 1858                                                     |                                                          | 649                                                      | 649                                                      |
| 1864                                                     | 1864                                                     |                                                          | 690                                                      | 690                                                      |
| 1871                                                     | 1871                                                     |                                                          | 794                                                      | 794                                                      |
| 1875                                                     | 1875                                                     |                                                          | 950                                                      | 950                                                      |
| 1885                                                     | 1885                                                     |                                                          | 989                                                      | 989                                                      |
| 1895                                                     | 1895                                                     |                                                          | 1.433                                                    | 1.433                                                    |
| 1905                                                     | 1905                                                     |                                                          | 2.843                                                    | 2.843                                                    |
| Quelle(n): ; Stadt Frankfurt                             |                                                          |                                                          |                                                          |                                                          |

## Kultur und Sehenswürdigkeiten

### Kirchen

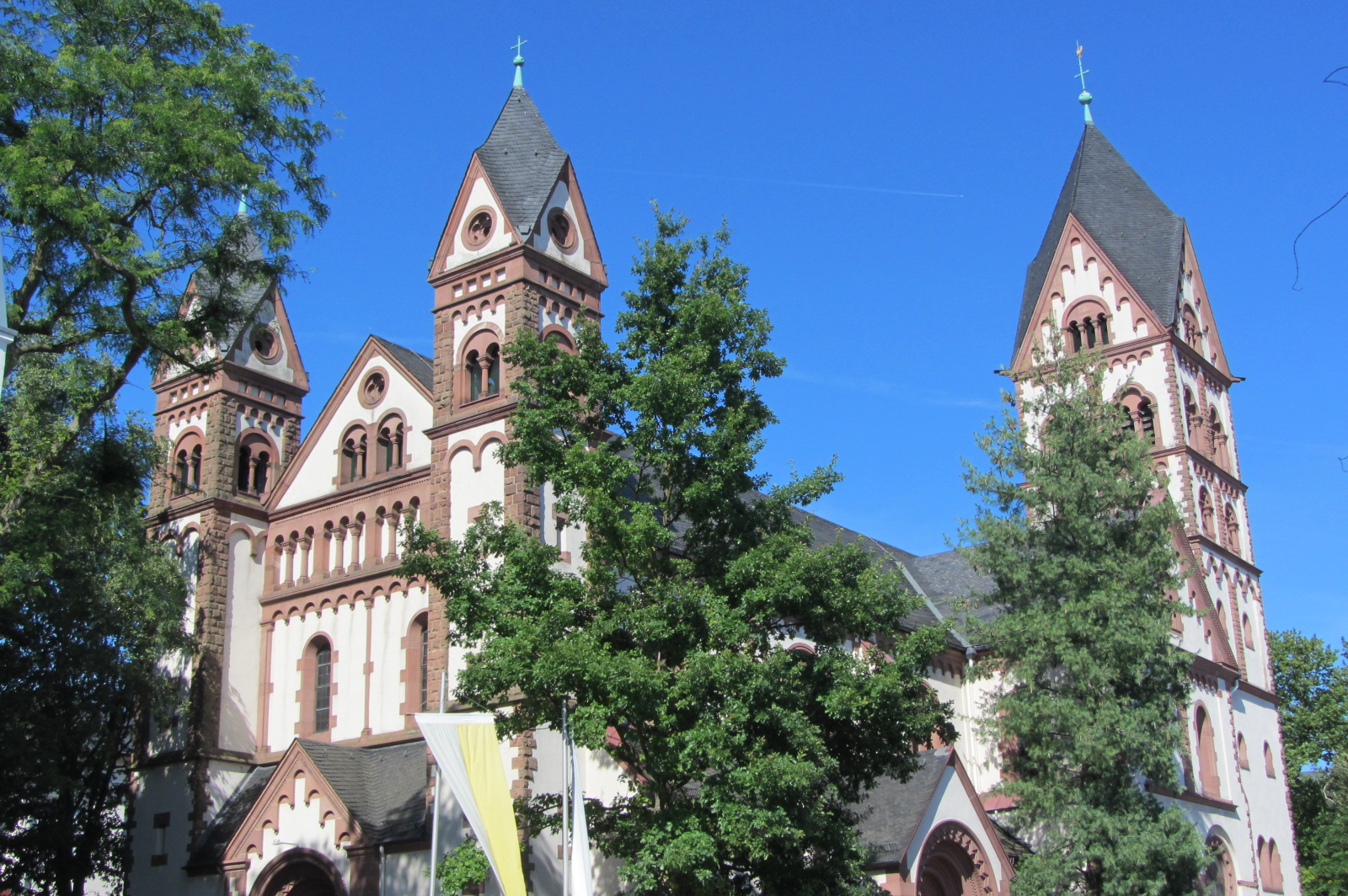
Die katholische Kirche St. Josef (erbaut 1914)

Das Patrozinium der Dorfkirche lag vor der Reformation bei Petrus. Die Kirche in Ginnheim war eine Filialkirche der Kirche in Eschersheim. Das Patronatsrecht hatte 1467 das Kloster Seligenstadt inne. Kirchliche Mittelbehörde war das Archidiakonat des Propstes von St. Peter in Mainz, Dekanat Eschborn.
Die evangelische Emmauskirche wurde 1752 bis 1754 errichtet, die römisch-katholische Kirche St. Josef 1914. In den Neubaugebieten, die in den 1950er Jahren im Süden Eschersheim entstanden, wurde 1953 die evangelische Andreaskirche errichtet.

### Sonstige Bauwerke

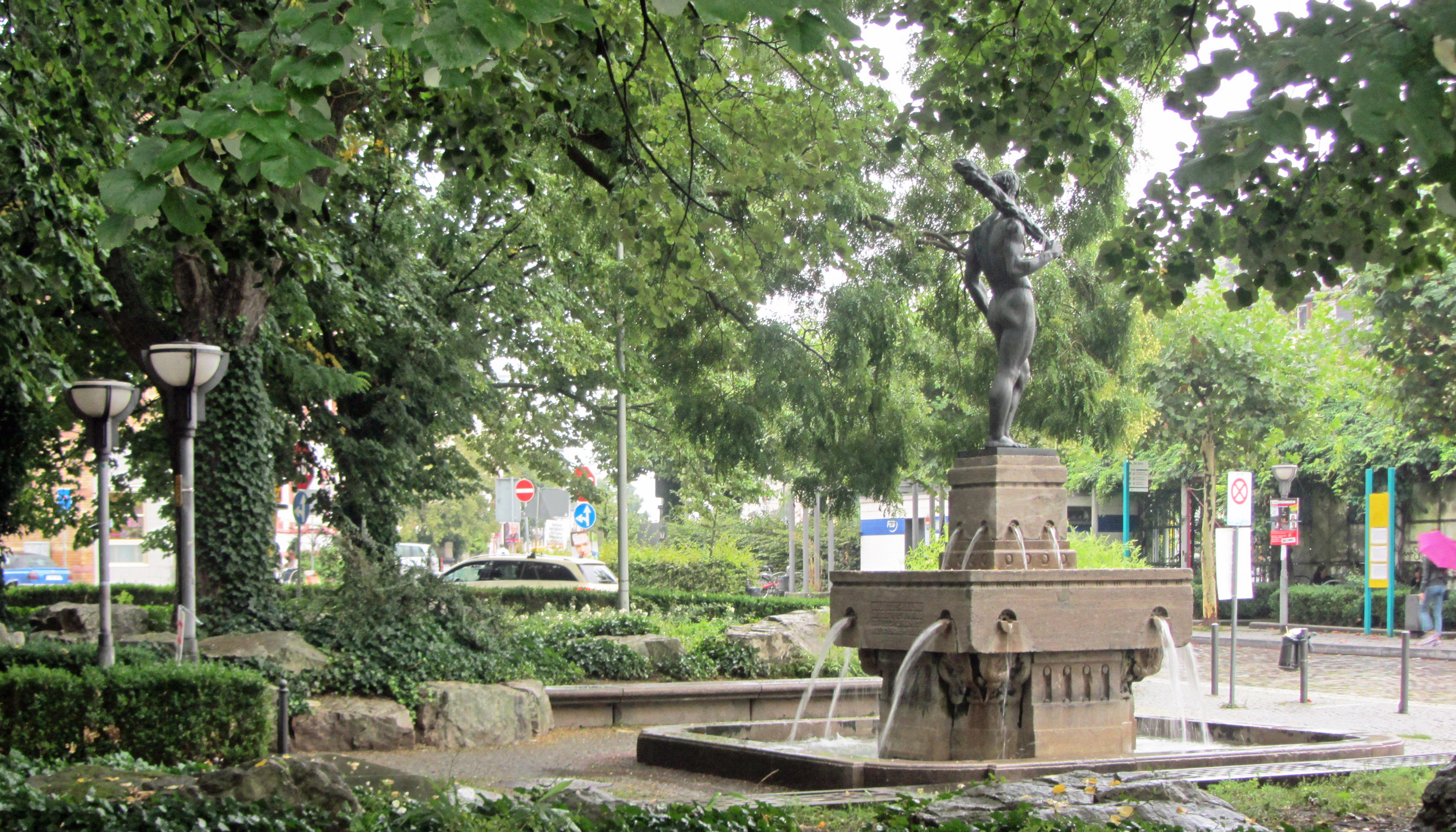
Der Brunnen am Weißen Stein

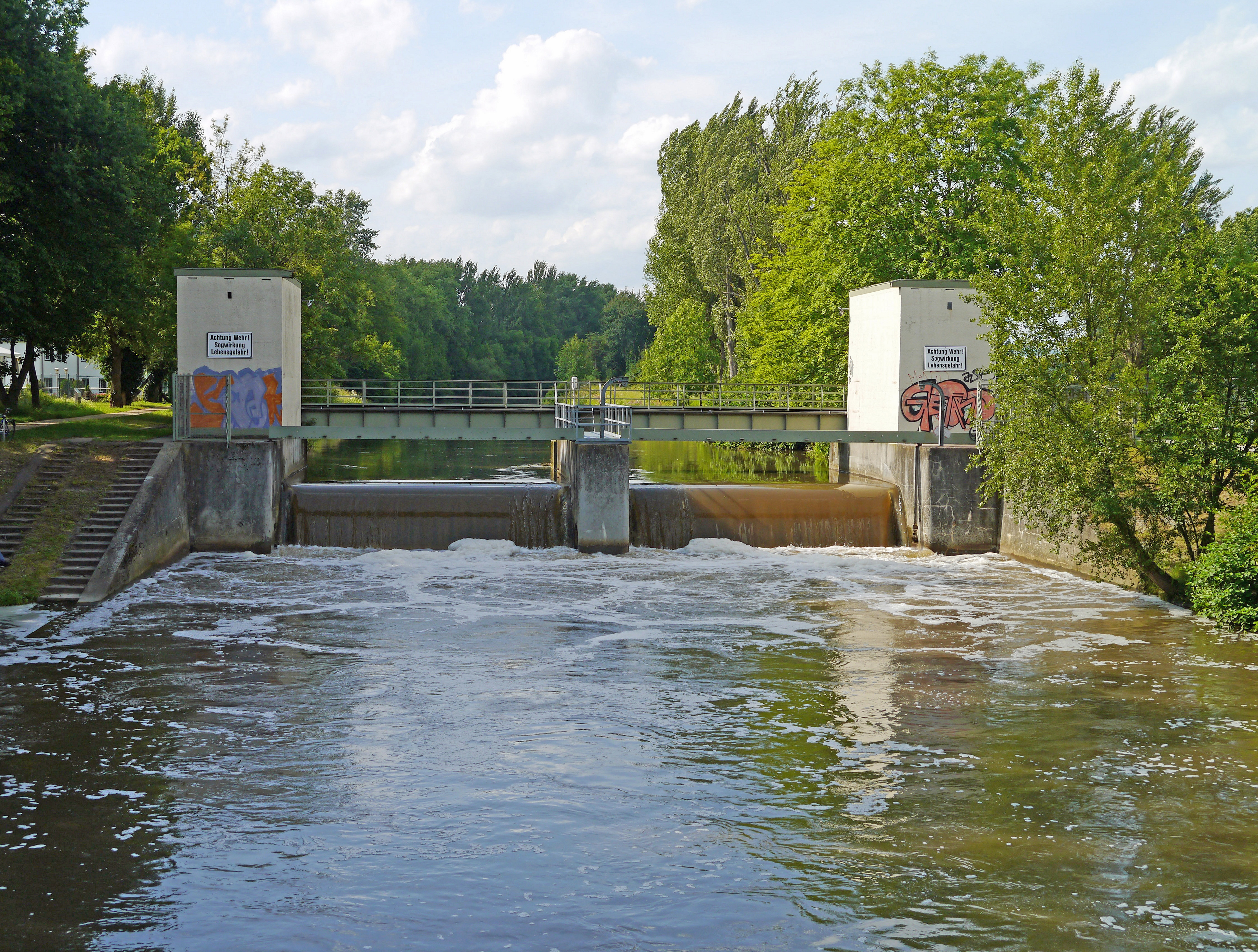
Die Nidda zwischen Heddernheim und Eschersheim

- Die Eschersheimer Linde ist ein markanter Baum, nach dem auch die Straße Am Lindenbaum benannt ist. Die Linde wurde gepflanzt als Landmarke Ende des 17. Jahrhunderts und hieß ursprünglich Kleine Linde. Die etwa 50 Jahre ältere sogenannte Große Linde befand sich weiter nördlich Am Weißen Stein. Sie wurde jedoch schon im 19. Jahrhundert schwer beschädigt; ihre Reste stürzten 1923 bei einem Sturm ein. Seit 1937 ist die verbliebene Eschersheimer Linde ein Naturdenkmal. Sie ist etwa 20 m hoch und hat einen Stammumfang von 5 m. Der Baum, der durch die zunehmende Asphaltierung immer mehr in Gefahr geriet, erhielt 1968 eine Dränage und 1984 eine künstliche Bewässerung und Belüftung. 1955 und 1974 wurde die Linde baumchirurgisch behandelt. Die U-Bahn-Strecke macht ihretwegen einen leichten Bogen an der Station Am Lindenbaum.
- Bis 1963 stand auf dem Gelände der Freiwilligen Feuerwehr Eschersheim eine Mühle, eine von fünf Mühlen an der Nidda im Frankfurter Gebiet. Wegen mangelnder Rentabilität wurde der Betrieb 1960 eingestellt. Als Erinnerung wird an dieser Stelle alle zwei Jahre das Mühlenfest der Feuerwehr gefeiert.
- Der Brunnen am Weißen Stein entstand 1910 und wurde auf Initiative des Frankfurter Unternehmers und Mäzens Gottfried Kleinschmidt errichtet, dessen ansehnliche Villa ebenso wie des Kommerzienrates Haeberlin in der Kurhessenstrasse gebaut wurde. Der Brunnen – vor dem Zweiten Weltkrieg auch Herkulesbrunnen genannt – gilt dem Gedenken an die im deutsch-französischen Krieg von 1870 bis 1871 gefallenen Eschersheimer. Ende 1945 verlor er die ihm ursprünglich aufgesetzte Herkules-Statue. Erst 2009 ließ der Ortsbeirat 9 die Statue rekonstruieren und die Replik wieder auf den Brunnen stellen, der beim Bau der U-Bahn auf dem Platz Am Weißen Stein um einige Meter versetzt worden war. Die Inschrift des Brunnens lautet vorne in Großbuchstaben Mit Gott für König und Vaterland und seitlich ist eingemeißelt Kriegerdenkmal gestiftet von Gottfried Kleinschmidt Eschersheim 1910.[4]
- Die Siedlung „Am Lindenbaum“ wurde im Rahmen des Projekts Neues Frankfurt 1929–1930 von Walter Gropius entworfen.
- Die Wohnanlage Lindenring 41–45 ist als Kulturdenkmal der Stadt Frankfurt klassifiziert. Sie wurde 1950/51 als Direktorenvilla der Bank deutscher Länder nach Plänen der Architekten Meid & Romeick gebaut.[5]

### Kultureinrichtungen
- Das „Eschersheimer Dorffest“ (des JE-Familienchores Eschersheim) und das „Eschersheimer Mühlenfest“ (der Freiwilligen Feuerwehr) finden im Wechsel mit dem „Eschersheimer Wochenende“ alle zwei Jahre statt. Letzteres wird gemeinsam von den Eschersheimer Vereinen ausgerichtet und fand nach 16 Veranstaltungen in der Fried-Lübbecke-Grundschule seit 1978 nun nach 34 Jahren im Jahr 2012 erstmals am Wahrzeichen Eschersheims, dem Lindenbaum, in der Ludwig-Richter-Schule statt. Dort hat das Fest nun seinen angestammten Ausrichtungsort gefunden.

### Vereine
- FV Eschersheim 1909 (Fußballverein)
- BSC Schwarz Weiß 1919 (Fußballverein, Jugendverein von Andreas Möller)
- SG Concordia Eschersheim 1958 (Fußballverein)
- TV Eschersheim 1895 e. V. (Turnverein)
- Freiwillige Feuerwehr Eschersheim e. V. Sie wurde 1911 gegründet. Das ursprüngliche Feuerwehrhaus befand sich in der Straße Im Uhrig und wurde 1986 durch einen Neubau nahe der Niddaaue (Enge Gasse) ersetzt.
- JE Familienchor-Eschersheim (vormals Jugendchor Eschersheim)
- TSG 1951 e. V. (Fußballverein)
- Schützenverein Eschersheim 1903 e. V.
- Kleingärtnerverein Eschersheim e. V. 1898[6]

## Wirtschaft und Infrastruktur

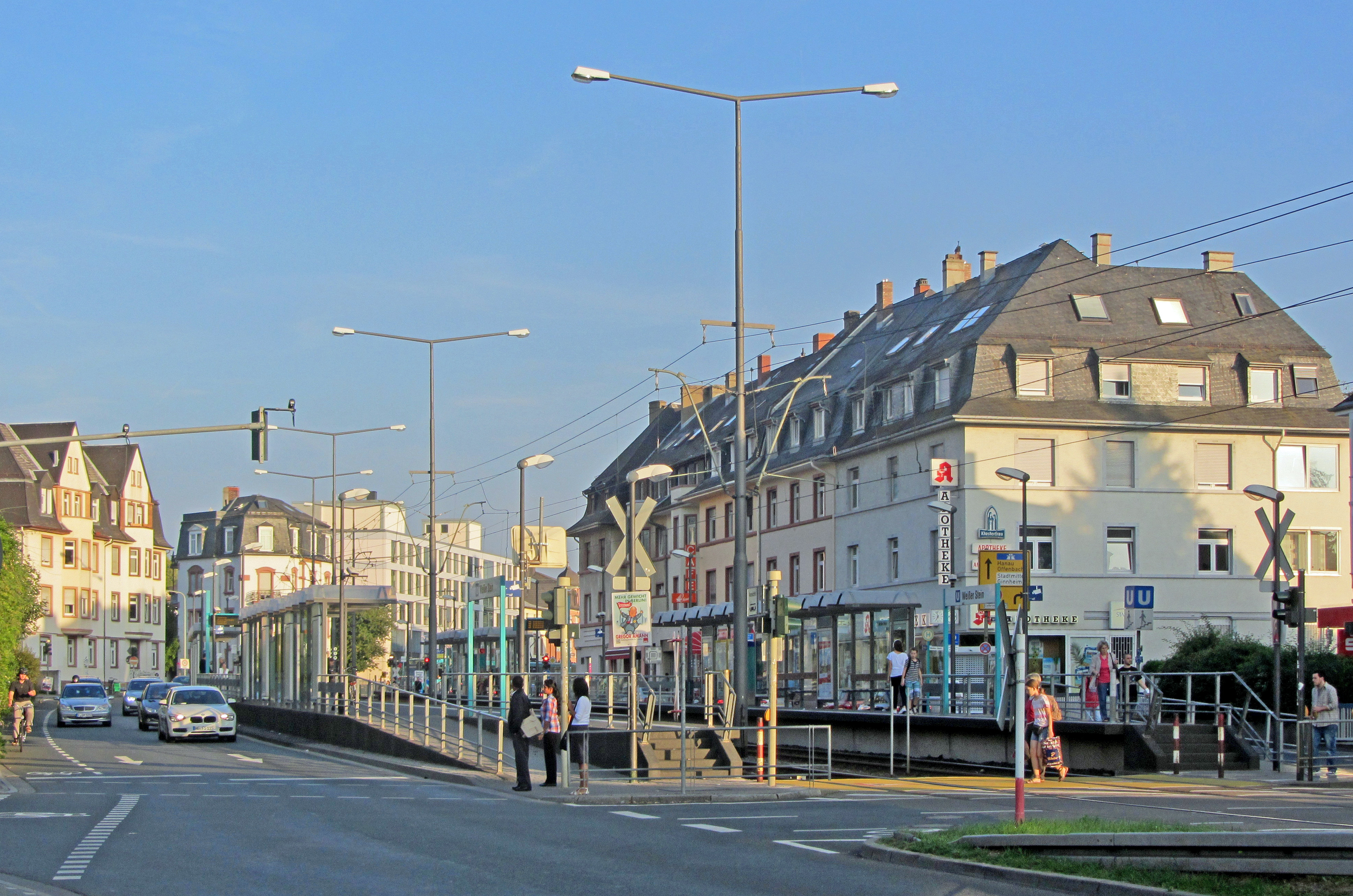
Die U-Bahn-Station „Weißer Stein“

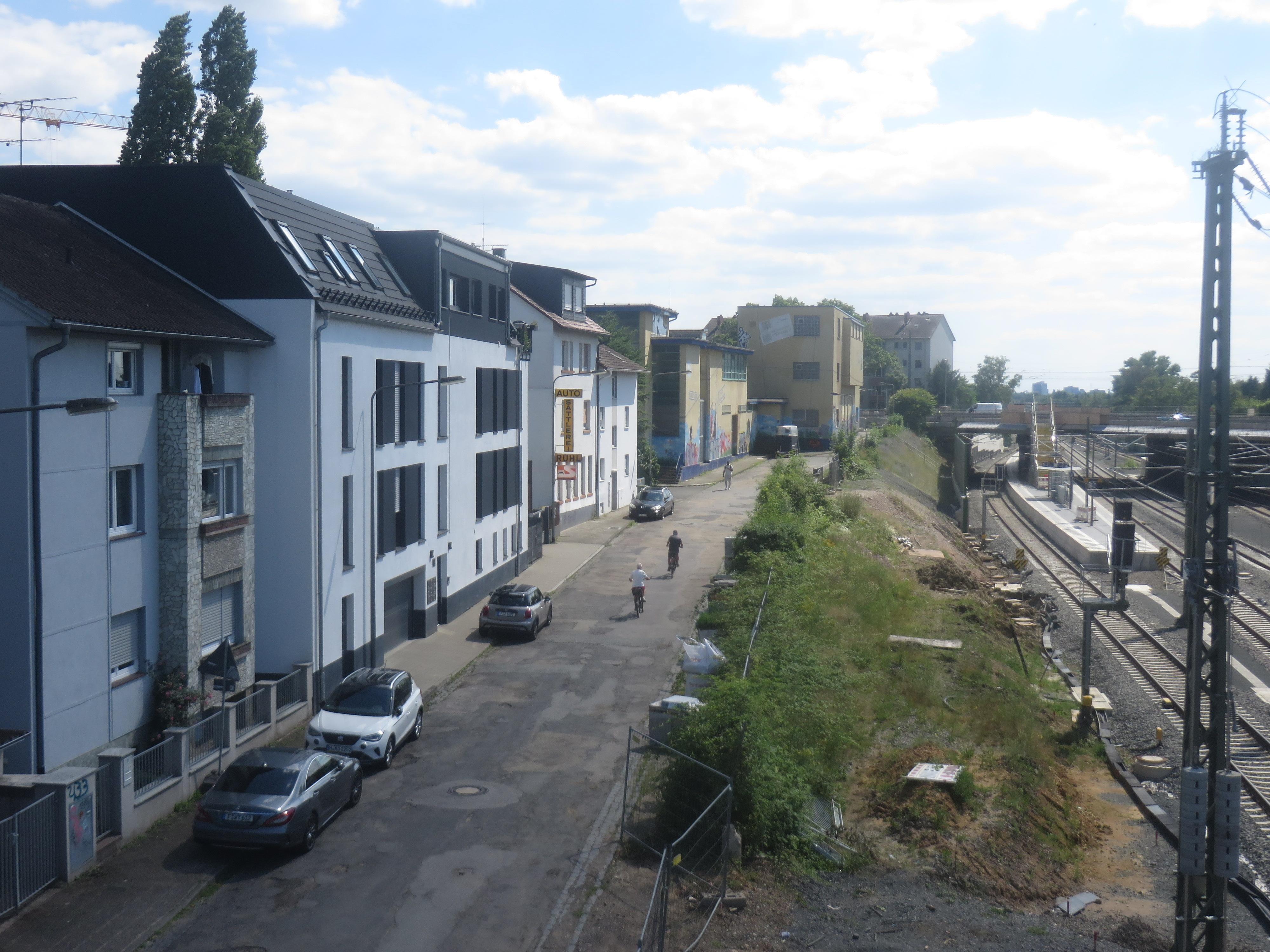
Thielenstraße mit S-Bahn Eschersheim

### Bildung
- Ludwig-Richter-Schule, Grund- und Förderstufe/Hauptschule
- IGS Eschersheim, Integrierte Gesamtschule mit Grundstufe
- Johann-Hinrich-Wichern-Schule, Schule mit Förderschwerpunkt Lernen
- Ziehenschule (Europaschule), zweisprachiges Gymnasium (deutsch-französisch)
- Fried-Lübbecke-Grundschule

### Verkehr
1877 erhielt das Dorf eine Haltestelle an der Main-Weser-Bahn. Am 12. Mai 1888 eröffnete die Frankfurter Lokalbahn AG die Eschersheimer Lokalbahn, eine Pferdetrambahn vom Eschenheimer Tor über die damals noch nahezu unbebaute Eschersheimer Landstraße (die auf Eschersheimer Gebiet natürlich bis zur Eingemeindung Frankfurter Straße hieß) bis zum Bahnhof in der Thielenstraße (heutige Haltestelle Weißer Stein). Sie wurde noch im gleichen Jahr am 1. September in eine Dampfstraßenbahn umgewandelt. Für die Dampfstraßenbahn zwischen Frankfurt und Eschersheim wurde in der Eschersheimer Landstraße 552 die Wagenhalle Eschersheim eröffnet, die noch bis 1967 von der Frankfurter Straßenbahn genutzt wurde. Der Zuzug Frankfurter Bürger nahm durch die verbesserte Verkehrsanbindung stetig zu, vor allem Wohlhabende errichteten ihre Villen hauptsächlich an der heutigen Kurhessenstraße und Altheimstraße.
Seit der Einzäunung der aus der Stadt nach Heddernheim führenden Straßenbahnstrecke zu einer oberirdischen Strecke der U-Bahn Frankfurt teilt diese Stadtbahntrasse den Stadtteil in zwei Hälften, eine Planung die – auch wegen der mit ihr verbundenen Unfallgefahr – umstritten ist.

## Persönlichkeiten
- Friedrich Wöhler (1800–1882), Chemiker, Entdecker der Harnstoffsynthese, 1828.
- Mathieu Pfeil (1862–1939), Theaterschauspieler und Ehrenmitglied der Städtischen Bühnen Frankfurts. Grabstele auf dem Friedhof Eschersheim.
- Mateo Cristiani (1890–1962), Maler und Grafiker, wohnte in der Neumannstraße.
- Wilhelm Michael Schneider (Perhobstler) (1891–1975), Pfälzer Heimatdichter wohnte seit 1936 im Lindenring.
- Franz Altheim (1898–1976), Althistoriker und Philologe, in Eschersheim geboren.
- Wilhelm Ringelband (1921–1981), Theaterkritiker und Stifter des Gertrud-Eysoldt-Rings.
- Sándor Károlyi (1931–2022), Geiger, Konzertmeister und Hochschullehrer.

## Rezeption

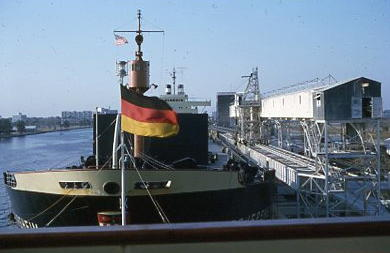
Die Eschersheim von der Hahnentor aus gesehen vor der Phosphatanlage in Tampa, Florida

Die Bremer Unterweser Reederei benannte in den sechziger Jahren den Massengutfrachter Eschersheim nach diesem Stadtteil, der unter anderem Phosphatasche von Tampa nach Rotterdam transportierte.

## Rechtschreibung
Die unterschiedlichen Varianten sind hier erläutert.